# Лі Павло Романович
Павло Романович Лі (10 липня 1988, м. Євпаторія — 6 березня 2022, м. Ірпінь) — український актор театру і кіно, дубляжу, співак, композитор.

## Життєпис
Грав у Київському театрі «Колесо», знімався у кіно та рекламі. Став однією із зірок першого українського фільму жахів «Штольня» Любомира Левицького (2007). У цього ж режисера знявся й у стрічці «Тіні незабутих предків» (2013).
Широку популярність отримав під час участі в українській версії шоу «Фабрика зірок — 3» — це не була перемога, проте, був помічений Костянтином Меладзе та Анастасією Приходько (під продюсерством Ігоря Гончаренка з'явився проєкт «Паша Лі»).
Через вторгнення Росії в Україну Павло став волонтером в Ірпені, допомагав людям з евакуацією (налагоджував процеси), координував збір і роздачу гуманітарної допомоги. 25 лютого 2022 року опублікував у соцмережах епізод із військової драми «Мирний-21» Ахтема Сеітаблаєва, де зіграв одну з ролей — фільм про героїзм луганських прикордонників улітку 2014 року. Останній пост був наповнений такими словами: «За останні 48 годин є можливість сісти та світлину кинути про те, як нас бомблять, а ми посміхаємося, тому що впораємось, і все буде Україна. Ми працюємо!».
Загинув 6 березня 2022 року, їдучи в цивільній машині з іншими волонтерами. Повернувши на одну з вулиць, авто потрапило під обстріл російських солдатів. Загибель Павла — це воєнний злочин рашистів, оскільки він не був військовим. Про смерть Павла Лі першим повідомив український адвокат та журналіст Ярослав Куц: «Пашка лі… навіть фото не встигли зробити…. Покійся з миром». Тіло було знайдено 13 березня. Похований у смт. Ворохта (Івано-Франківська область), де проживає його мати.

## Нагороди
6 червня 2022 року був посмертно нагороджений орденом «За мужність» III ступеня за вагомий особистий внесок у розвиток вітчизняної журналістики та інформаційної сфери, мужність і самовідданість, виявлені під час висвітлення подій повномасштабного вторгнення Російської Федерації на територію України, багаторічну сумлінну працю та високу професійну майстерність

## Пам'ять
Благодійний концерт пам'яті Павла Лі, на якому виступили співаки, музиканти і танцівники. Зібрані кошти були спрямовані на благодійність пройшов 15 травня 2022 року в Яремче (Карпати).
До дня народження, 10 липня 2022-го, у київському Артпросторі «Closer» пройшов творчий вечір пам'яті «Паша Лі. Життя одне…».
27 жовтня 2022 року провулок Московський в Києві перейменували на провулок Павла Лі.
Поряд з місцем загибелі, в Центральному Ірпінському парку, 31 березня 2023 року встановлено пам’ятну стелу, як нагадування про самопожертву. Ухвалення відповідного рішення сталося напередодні, 28 лютого, на засіданні виконкому міста, до збору коштів (120 тисяч грн) долучився Ахтем Сеітаблаєв, режисер стрічки «Мирний-21», в якому зіграв свою останню роль Павло.

## Ролі у театрі
Київський академічний театр «Колесо»

## Фільмографія
- 2003 — Один за всіх
- 2006 — Штольня — Ден
- 2008 — За все тобі дякую-3
- 2012 — Звичайна справа
- 2013 — Тіні незабутих предків — Вова
- 2016 — SelfieParty — охоронець
- 2017 — Правило бою — Дизель
- 2017 — Специ
- 2019 — Зустріч однокласників — Костя
- 2023 — Мирний-21 — Осиріс[11]
- 2024 — Смак Свободи

## Актор дублювання

### Дублювання та озвучення українською
Le Doyen Studio
- «Мілина»
- «Фінч»
- «Вчора»
- «Піноккіо» — Ґніт
- «Король Лев»
- «П'ята хвиля»
- «Проти шторму»
- «Думками навиворіт»
- «Рятувальники Малібу»
- «Три ікси: Реактивізація»
- «Неймовірні пригоди Шарпей»
- «Нікчемний Я 2»
- «Рая та останній дракон»
- «Тихоокеанський рубіж: Повстання»
- «Ніндзяго: Майстри Спінджицу» — Джей (синій ніндзя та майстер блискавки)
- «Смурфики: Загублене містечко»
- «Зоряні війни: Пробудження сили»
- «Покахонтас 2: Повернення в новий світ» — Лондонець
- «Джон Картер: між двох світів» — Едґар

Postmodern Postproduction
- «Хоббіт» (3 частини) — Фродо Беггінс
- «Lego Фільм: Ніндзяго» — Джей
- «Той, що біжить лабіринтом»
- «Kingsman: Таємна служба»
- «Атака титанів: Жорстокий світ»
- «Дім дивних дітей Міс Сапсан»
- «Воно»
- «Тенет»
- «Стажери»
- «Дюнкерк»
- «Кролик Джоджо»
- «Приховані фігури»
- «Легенда Г'ю Гласса»
- «Конг: Острів черепа»
- «Люди Ікс» (збірка фільмів)

Pie Post Production
- «Мовчання»

Cinemaker Distribution
- «Кокаїновий барон»

Tretyakoff Production
- «Офелія»
- «Особливі»
- «Готель Мумбаї»
- «Круті чуваки»
- «Земля тролів 2: У пошуках золотого замку»
- «У пошуках Жар-Птиці» — Іван-Царевич
- «Альоша Попович і Тугарин Змій» — Альоша Попович (новий дубляж)
- «Добриня Микитич та Змій Горинич» — Єлисей, третя голова Змія Горинича (новий дубляж)
- «Три богатирі та Шамаханська цариця» — Альоша Попович, Змій Горинич
- «Три богатирі на далеких берегах» — Альоша Попович, Змій Горинич
- «Іван Княженко та Сірий Вовк» (2 частини) — Іван
- «Снігова королева 3: Вогонь та лід»

CinemaSound Production
- «Сонцестояння»
- «Дитя погоди»
- «Американський тато!»

Так Треба Продакшн
- «Південний парк» — Ерік Теодор Картман
- «Сім'янин» — Глен Квагмайр
- «Дуже страшне кіно»
- «Розсміши коміка»
- «Казкова Русь»
- «Володар перснів» (3 частини)
- «Мадагаскар»
- «Теорія великого вибуху» (1—12 сезони) (нове багатоголосе закадрове озвучення)
- «Матриця» (перші 3-и частини) (дубляж sweet.tv)

### Дублювання та озвучення російською
ТО ДіАр
- «Монсуно»
- «Лахміття»
- «Як запалити»
- «Команда Умізумі»

Tretyakoff Production
- «Автобан»
- «Погоня за ураганом»
- «Тюльпанова лихоманка»
- «Жах Амітівілля: Пробудження»

CinemaSound Production
- «Патрік»
- «Форпост»
- «Світ тварин»
- «Кодекс Готті»
- «Думай як пес»
- «Битва світів»
- «Погані домогосподарки»
- «Авангард: Арктичні вовки»

Film.UA
- «Черговий лікар» (другорядні чоловічі ролі)